# こばやし (企業)
株式会社こばやしは、仙台市を拠点とする、弁当の製造販売・料理仕出しを主業務とする会社。
複数の調製元が入り乱れ「駅弁激戦地」とも呼ばれる仙台駅の駅弁調製業者のひとつであり、社団法人日本鉄道構内中央会の加盟業者。仙台駅（仙台駅2階中央改札口隣）で、立ち食いそば処「杜」の営業もしている。

## 沿革
- 1920年11月10日 - 創業。当初は茨城県水戸市の井熊総本家（和菓子店）の仙台支店であった。弁当の製造と構内販売を開始。
- 第二次世界大戦中 - 一時期営業を中断。
- 1946年 - 営業再開。
- 1949年 - 合資会社化。
- 1963年4月1日 - 株式会社化。
- 1975年 - 作曲家・小林亜星をイメージキャラクターとする。
- 1977年 - 駅構内に立食蕎麦店を開店。
- 1986年 - 「独眼竜政宗辧當」を発売。
- 1990年 - 「あったか〜い仙台名物炭焼き牛たん弁当」を発売。
- 1992年 - 「ひとめぼれ幕の内弁当」を発売。

## 主な商品

### 駅弁
- 網焼き 牛たん弁当
- 東北まるごと弁当
- 独眼竜政宗辨當
- 伊達武将隊弁当
- 特選 炭火焼牛たん弁当
- みやぎ黄金海道
- むすび丸おむすび弁当
- 仙台だより

など。

### 駅弁以外の商品
- 弁当
- パーティ料理
- お祝い料理
- 会席膳
- 法要料理

## 広告宣伝
1975年より、作曲家の小林亜星をイメージキャラクターとして起用し「それでは皆さんご一緒に 集まったらこばやしのお弁当」のフレーズで知られる伊藤アキラ作詞によるポップ調のCMソングの作曲を担当。当時ドラマ「寺内貫太郎一家」をきっかけに数多く露出していた姿を見て社名と同姓であることやふくよかな体格と恰幅の良さが『ご飯をいっぱい食べる』ことを連想させ弁当店のイメージに合う事からオファーを行い、ロゴマークにも法被姿のイラストを描き小林が逝去した2021年時点でも商品や社屋・配送車・名刺に描かれていた。